# Wahlbezirk Tirol 10
Der Wahlbezirk Tirol 10 war ein Wahlkreis für die Wahlen zum Abgeordnetenhaus im österreichischen Kronland Tirol. Der Wahlbezirk wurde 1907 mit der Einführung der Reichsratswahlordnung geschaffen und bestand bis zum Zusammenbruch der Habsburgermonarchie.

## Geschichte
Nachdem der Reichsrat im Herbst 1906 das allgemeine, gleiche, geheime und direkte Männerwahlrecht beschlossen hatte, wurde mit 26. Jänner 1907 die große Wahlrechtsreform durch Sanktionierung von Kaiser Franz Joseph I. gültig. Mit der neuen Reichsratswahlordnung schuf man insgesamt 516 Wahlbezirke, wobei mit Ausnahme Galiziens in jedem Wahlbezirk ein Abgeordneter im Zuge der Reichsratswahl gewählt wurde. Der Abgeordnete musst sich dabei im ersten Wahlgang oder in einer Stichwahl mit absoluter Mehrheit durchsetzen. Der Wahlkreis Tirol 910 umfasste die Gerichtsbezirke Innsbruck, Hall, Steinach, Mieders ohne die Städte Innsbruck und Hall in Tirol. Aus der Reichsratswahl 1907 ging Johann Gratz (Christlichsoziale Partei) als Sieger nach Stichwahl hervor. Gratz konnte sein Mandat bei der Reichsratswahl 1911 verteidigen.

## Wahlen

### Reichsratswahl 1907
Die Reichsratswahl 1907 wurde am 14. Mai 1907 (erster Wahlgang) durchgeführt. Eine Stichwahl entfiel auf Grund der absoluten Mehrheit von Gratz im ersten Wahlgang.
| Kandidat                                                                    | Partei                             | Wahlkreis- stimmen | Stimmen- anteil |
| --------------------------------------------------------------------------- | ---------------------------------- | ------------------ | --------------- |
| Johann Gratz                                                                | Christlichsoziale Partei           | 5395               | 92,1 %          |
| Hermann Flöckinger                                                          | Sozialdemokratische Arbeiterpartei | 330                | 5,6 %           |
| P. Unterkirchner                                                            | Konservative Partei                | 83                 | 1,4 %           |
| Sonstige                                                                    |                                    | 53                 | 0,9 %           |
| Wahlberechtigte: 6703, Ungültige/Leere Stimmen: 72, Wahlbeteiligung: 88,5 % |                                    |                    |                 |

### Reichsratswahl 1911
Die Reichsratswahl 1911 wurde am 13. Juni 1911 (erster Wahlgang) durchgeführt. Die Stichwahl entfiel auf Grund der absoluten Mehrheit von Gratz im ersten Wahlgang.
| Kandidat                                                                   | Partei                             | Wahlkreis- stimmen | Stimmen- anteil |
| -------------------------------------------------------------------------- | ---------------------------------- | ------------------ | --------------- |
| Johann Gratz                                                               | Christlichsoziale Partei           | 4159               | 79,8 %          |
| Josef Peer                                                                 | Konservative Partei                | 475                | 9,1 %           |
| Hans Filzer                                                                | Sozialdemokratische Arbeiterpartei | 403                | 7,7 %           |
| Josef Riehl                                                                | Deutschfreiheitliche Partei        | 114                | 2,2 %           |
| Sonstige (Anton Schweiger)                                                 |                                    | 59                 | 1,1 %           |
| Wahlberechtigte: 6968, Ungültige/Leere Stimmen:87, Wahlbeteiligung: 76,0 % |                                    |                    |                 |